# جین دالیبار
 جین دالیبار (انگلیسی: Jean Dalibard؛ زاده ۸ دسامبر ۱۹۵۸) یک فیزیک‌دان اهل فرانسه در دانش مکانیک کوانتومی و استاد دانشکده پلی تکنیک, محقق مدرسه عالی نرمال  وعضو آکادمی علوم و استاد کالج دو فرانس است.

## بیوگرافی
ژان دالیبار تحصیلات عالی خود را از سال 1977 تا 1981 در École Normale Supérieure و در دانشگاه Paris-VI  زیر نظر کلود کوهن تانوجی به پایان رساند. در سال 1981 به عنوان دانشیار فیزیک منصوب شد ، سپس به عنوان همکار پژوهشی به مرکز ملی تحقیقات علمی شروع به کار کرد.  پس از اخذ دکترای دولتی در رشته علوم فیزیکی با پایان نامه ای تحت عنوان نقش نوسانات در دینامیک اتم جفت شده به میدان الکترومغناطیسی ، که در سال 1986 در دانشگاه پاریس-VI دفاع شد، شش سال بعد به عنوان پژوهشگر CNRS و سپس مدیر پژوهش ارتقا داده شد. از سال 1989 تا 2002 در اکول پلی‌تکنیک به عنوان مدرس و از  سال 2003 به سمت استاد برگزیده شد و به عضویت فرهنگستان در آمد  .
او با باربارا دالیبارد  دانشجوی سابق مدرسه عالی نرمال و مدیر کل SITA از سال 2016 ازدواج کرد و دارای سه فرزند از جمله ریاضیدان آن-لور دالیبارد است .